# Gedser Odde
Koordinaten: 54° 33′ 32,8″ N, 11° 58′ 11,8″ O
Gedser Odde ist eine Steilküste an der Südspitze der Insel Falster in Dänemark. Sie liegt am südlichen Ende einer Landzunge und ist der geografisch südlichste Punkt Dänemarks und Skandinaviens. Vom nahe gelegenen Ort Gedser besteht eine regelmäßige Fährverbindung zum etwa 48 km entfernten Rostock.
Die Lokalität ist ein Ausflugsziel für Badetouristen (Sandstrand zwischen Gedser und Gedser Odde), Naturliebhaber (reiche Vogelwelt mit dem Vogelreservat Bøtø Nor) Angler und Gesteinsammler (Fundort von versteinerten Meeresfossilien und Bernstein).
Auf dem Wege aus der Stadt in östliche Richtung nach Gedser Odde trifft man auf den historischen Leuchtturm von 1802 – Gedser Fyr, der nicht für den Publikumsverkehr geöffnet ist.

## Siehe auch

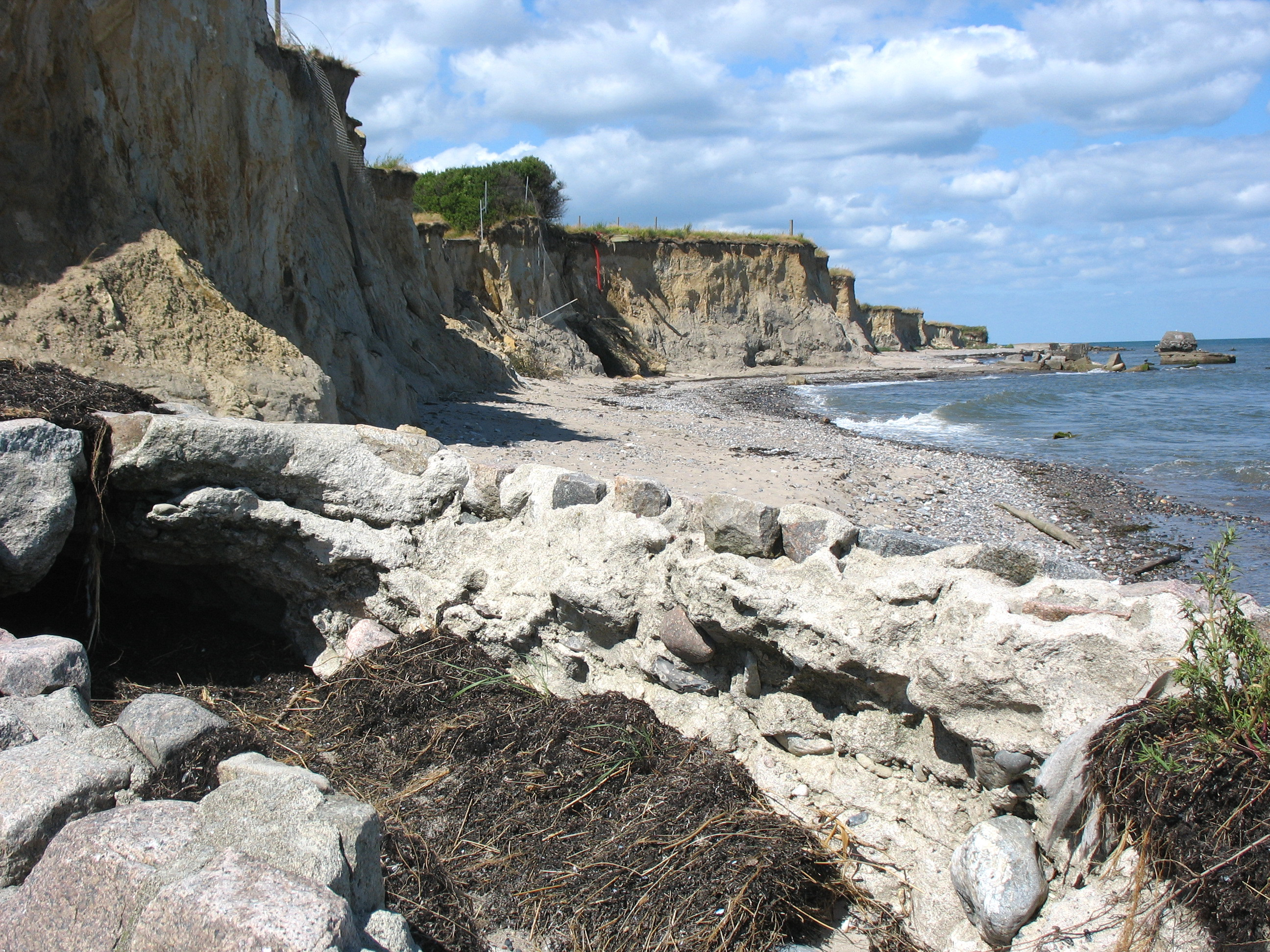
Die Steilküste Gedser Odde
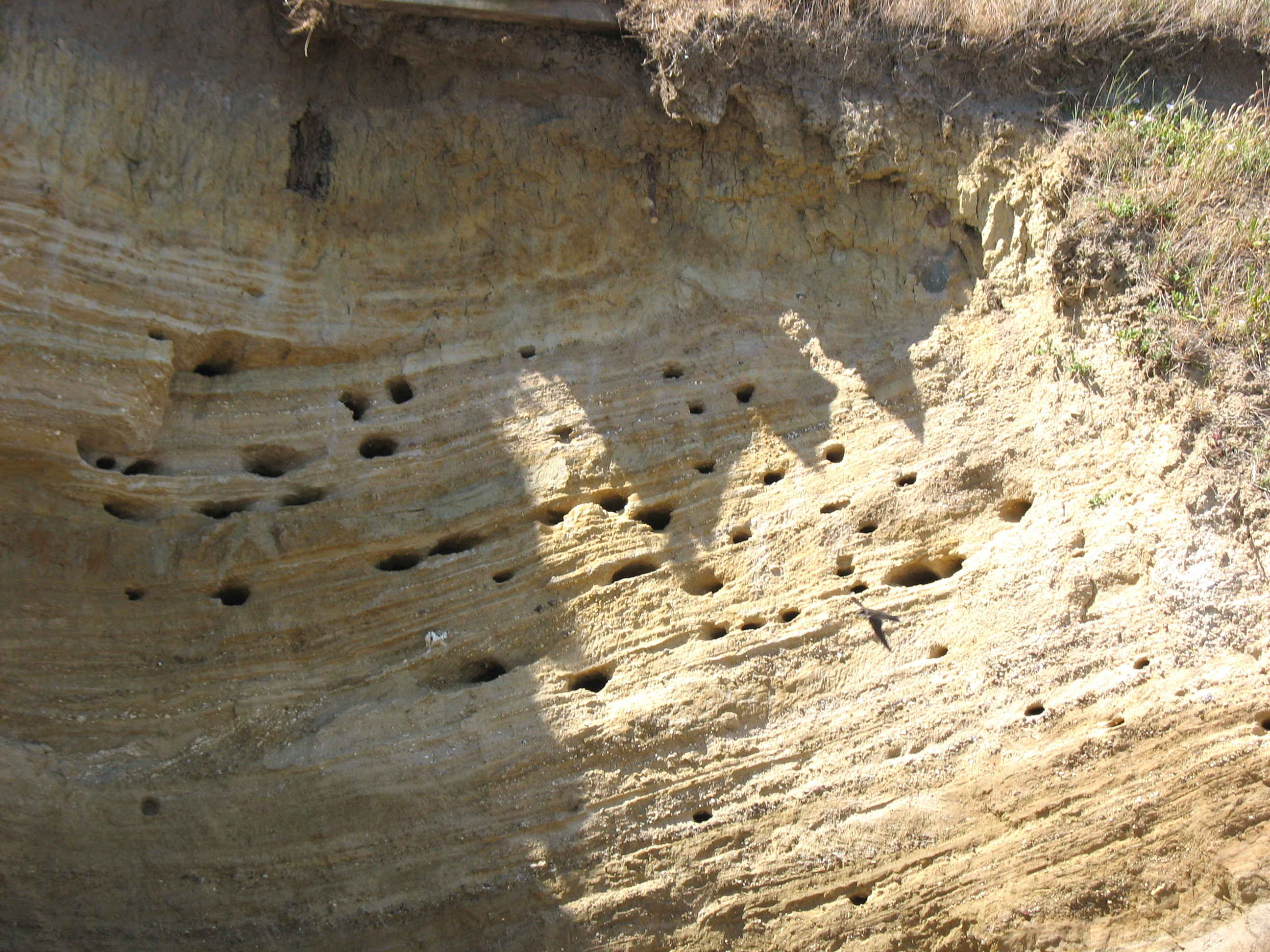
Schwalbennester
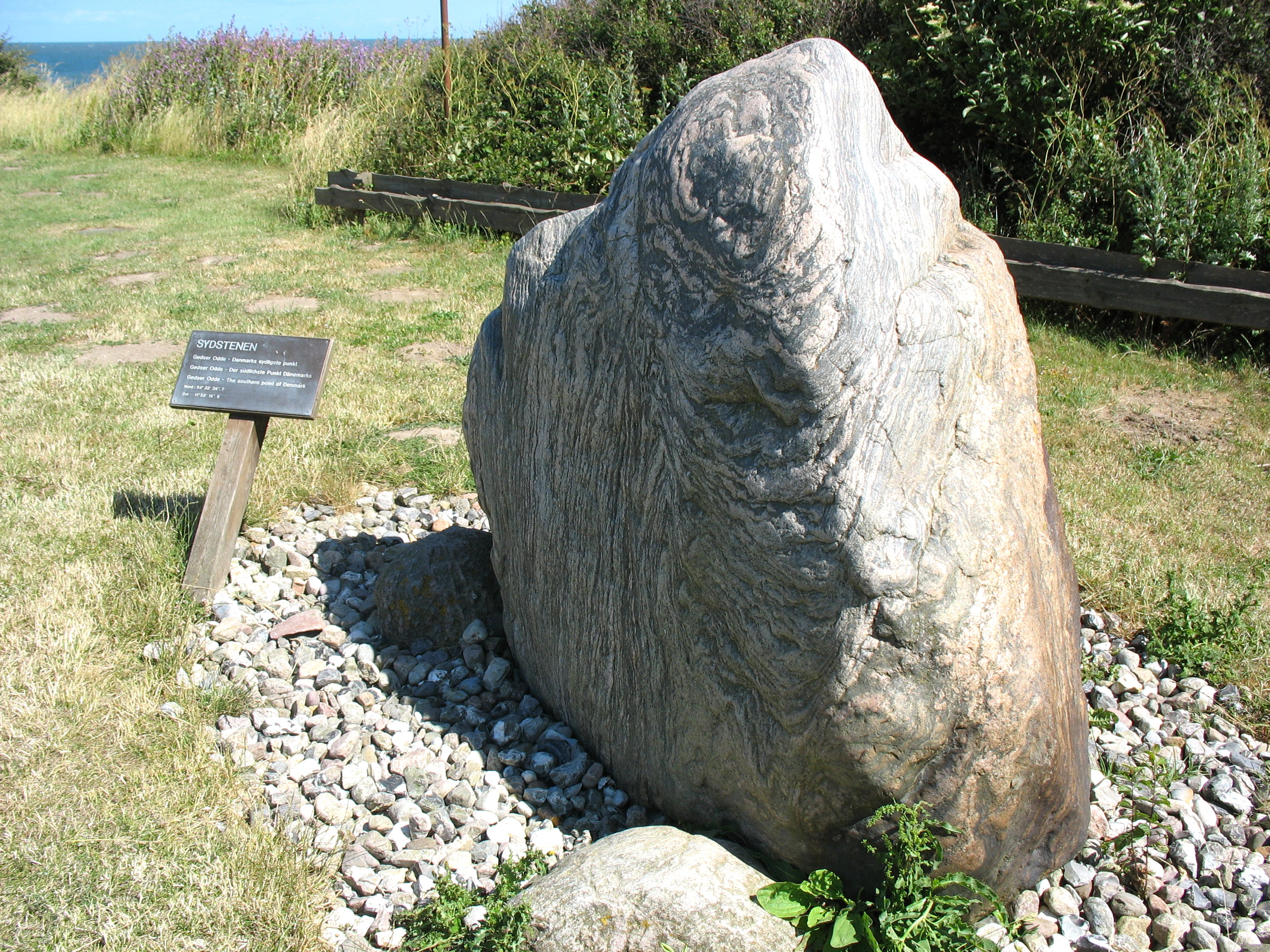
Der „Sydstenen“ markiert den südlichsten Punkt Dänemarks
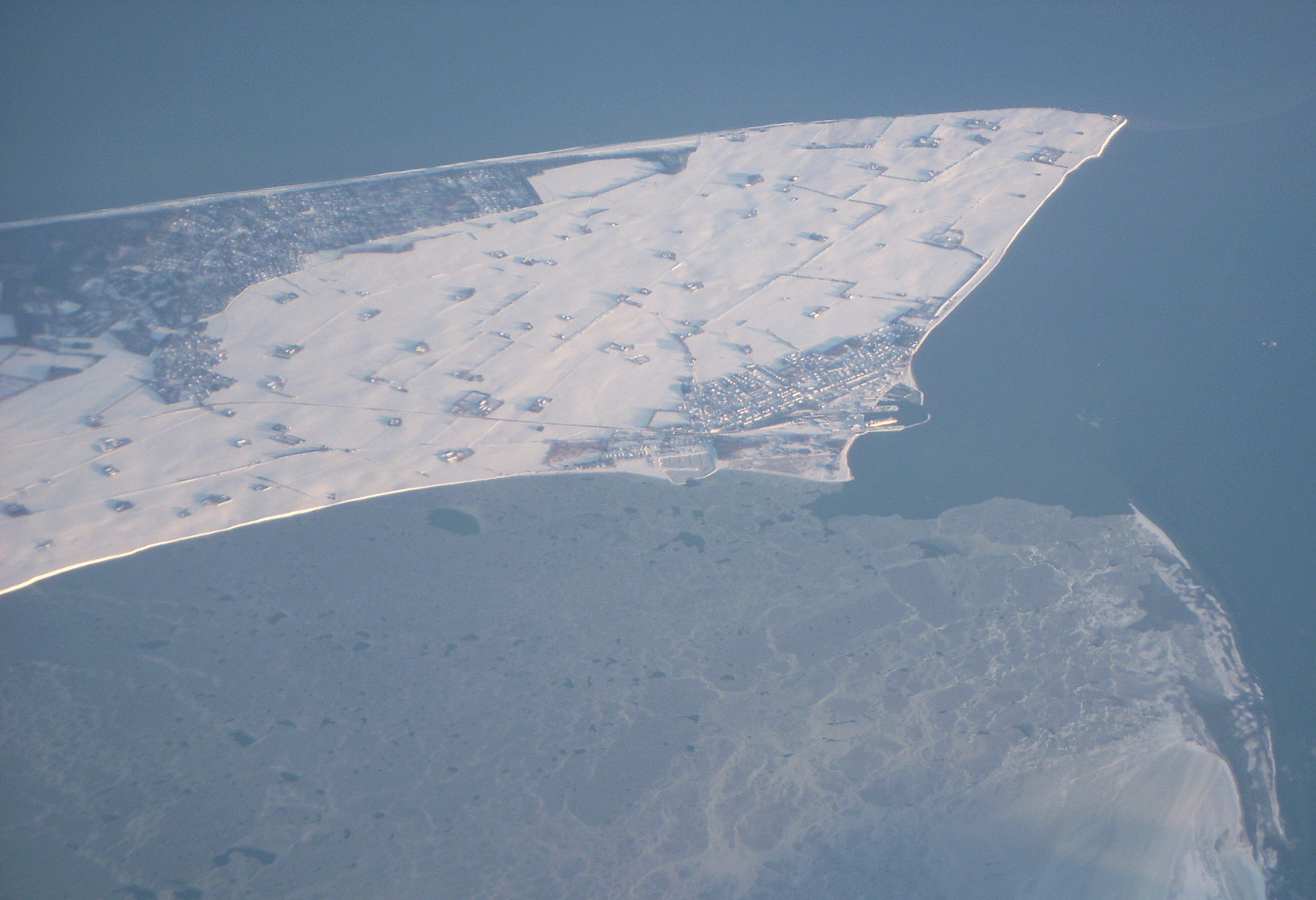
Gedser Odde aus der Luft im Dezember 2010